# CD Волос Вероники
CD Волос Вероники (лат. CD Comae Berenices) — одиночная переменная звезда в созвездии Волос Вероники на расстоянии приблизительно 24984 световых лет (около 7660 парсек) от Солнца. Видимая звёздная величина звезды — от +16,1m до +14,6m.

## Характеристики
CD Волос Вероники — жёлто-белая пульсирующая переменная звезда типа RR Лиры (RRAB) спектрального класса F0-F2. Эффективная температура — около 7308 K.